# نادي بودوشنوست لكرة السلة
نادي بودوشنوست لكرة السلة هو فريق كرة سلة مونتينيغري للمحترفين تأسس في سنة 1949 يقع مقره في بودغوريتسا. يلعب في الدوري المونتينيغري لكرة السلة والدوري الأدرياتيكي وكأس أوروبا لكرة السلة. من أبرز اللاعبين الذين لعبوا معه أوين كلاسن.

## الإنجازات

### البطولات المحلية

#### الدوري
- الدوري المونتينيغري لكرة السلة

الفوز (10): 2007، 2008، 2009، 2010، 2011، 2012، 2013، 2014، 2015، 2016

#### الكؤوس
- كأس الجبل الأسود لكرة السلة

الفوز (10): 2007، 2008، 2009، 2010، 2011، 2012، 2014، 2015، 2016، 2017
الوصافة (1): 2013
- كأس يوغوسلافيا لكرة السلة

الفوز (3): 1996، 1998، 2001
الوصافة (1): 2002

### المسابقات الإقليمية
- الدوري الأدرياتيكي

نصف النهائي (4): 2010–11، 2011–12، 2014–15

## وصلات خارجية
- الموقع الرسمي